# Janina Kamińska

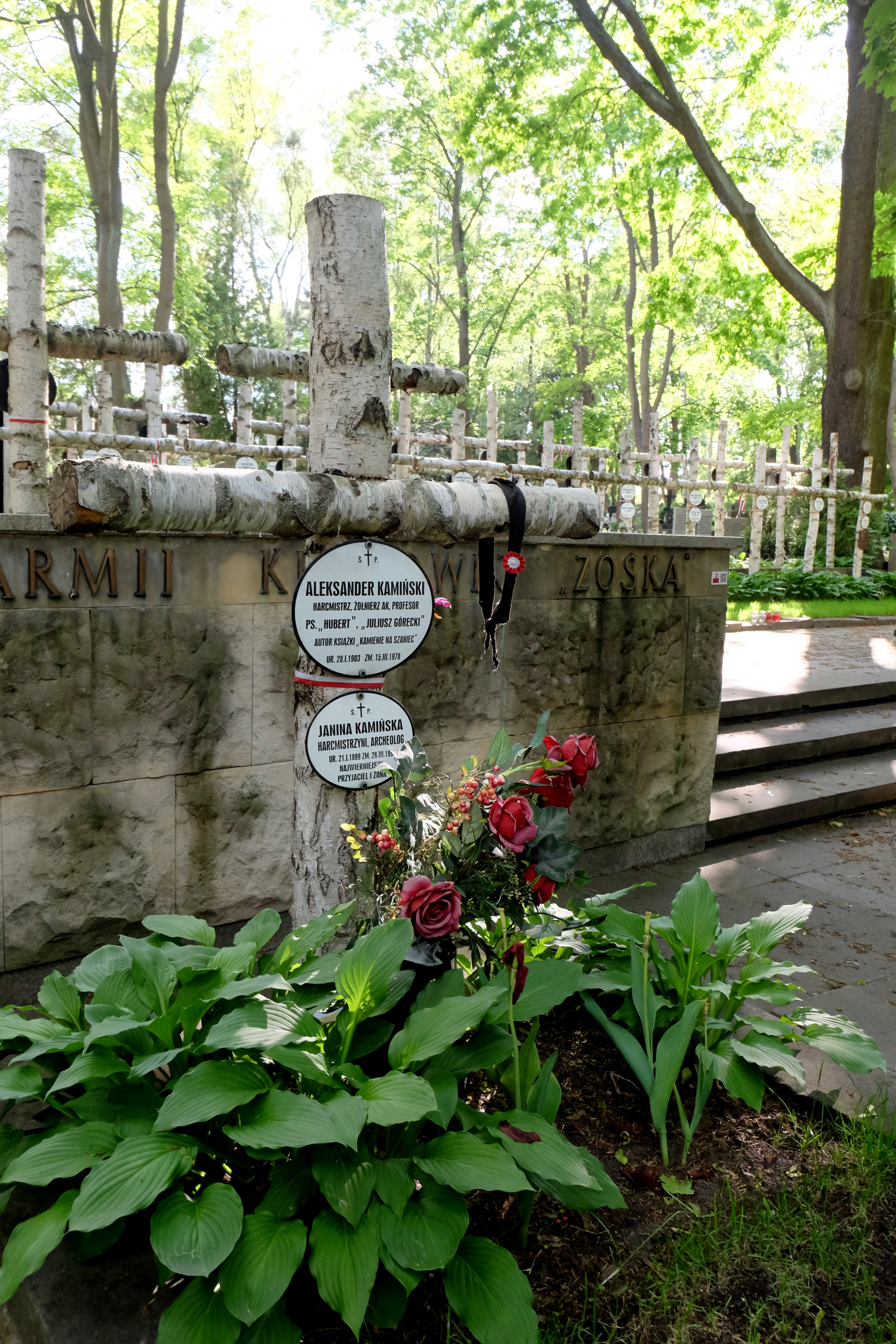
Grób Aleksandra i Janiny Kamińskich na cmentarzu Wojskowym na Powązkach w Warszawie

Janina Agnieszka Kamińska z domu Sokołowska (ur. 21 stycznia 1899 w Jabłonnie, zm. 26 marca 1992 w Warszawie) – polska archeolog, pedagog, instruktorka Związku Harcerstwa Polskiego.

## Życiorys
Z ramienia Głównej Kwatery Żeńskiej ZHP pełniła funkcję referentki chorągwi radomskiej i kieleckiej. Podczas ferii wiosennych w 1928 roku prowadziła kurs zastępowych. W latach 1928–1930 była harcmistrzynią Chorągwi Mazowieckiej. Od 1930 roku do wybuchu II wojny światowej pracowała z mężem Aleksandrem Kamińskim w placówkach instruktorsko-wychowawczych na Śląsku Cieszyńskim. 11 listopada 1931 roku została członkinią Komendy Chorągwi Mazowieckiej. 
Od 1945 do 1949 roku pracowała naukowo na Uniwersytecie Łódzkim, w 1950 roku objęła stanowisko zastępcy dyrektora Muzeum Archeologii i Etnografii w Łodzi, równocześnie pracowała w placówkach badawczych Kierownictwa Badań nad Początkami Państwa Polskiego i w Instytucie Historii Kultury Materialnej Polskiej Akademii Nauk. Przedmiotem jej badań było wczesne średniowiecze w środkowej Polsce i Gdańsku. Napisała pracę: „Grody wczesnośredniowiecznej Polski środkowej na tle osadnictwa”. 
19 stycznia 1955 roku na wniosek Ministra Kultury i Sztuki została odznaczona Medalem 10-lecia Polski Ludowej. 
Została pochowana na cmentarzu Wojskowym na Powązkach (kwatera A20-1-13).

## Życie prywatne
Żoną Aleksandra Kamińskiego była od 15 sierpnia 1930, mieli córkę Ewę Rzetelską-Feleszko.